# Boltonia asteroides
Boltonia faux aster
Espèce
Statut de conservation UICN

 LC  : Préoccupation mineure
Le Boltonia faux aster (Boltonia asteroides) est une espèce de plantes de la famille des Astéracées.